# Acanthotrophon latispinosus
Acanthotrophon latispinosus is een slakkensoort uit de familie van de Muricidae. De wetenschappelijke naam van de soort werd voor het eerst geldig gepubliceerd in 2019 door Garrigues en Lamy.